# Stanisław Machorski
Stanisław Machorski (ur. 8 maja 1807 w Czystem, zm. 21 lipca 1909 w Lisewie) – polski duchowny katolicki, proboszcz w Lisewie, działacz społeczno-narodowy w ziemi chełmińskiej.

## Rodzina i wykształcenie
Pochodził z rodziny chłopskiej (syn Bartłomieja i Marianny z Klusków). Utracił rodziców w 12. roku życia, jego wychowaniem zajął się stryj Franciszek (proboszcz w Kalwie pod Sztumem), który sfinansował naukę w gimnazjum w Braniewie (1821–1829). Dalsze wykształcenie Machorski zdobył w seminarium duchownym w Pelplinie. 4 listopada 1832 przyjął święcenia kapłańskie we Fromborku.

## Życie kapłańskie
Początkowo był wikariuszem ks. Jana Dąbrowskiego, proboszcza w Lisewie, późniejszego biskupa pomocniczego poznańskiego. W 1836 został proboszczem parafii w Lisewie i pełnił tę funkcję przez 73 lata (do końca życia). W latach 1842–1851 był jednocześnie dziekanem dekanatu chełmińskiego oraz powiatowym inspektorem szkół ludowych.

### Działalność społeczno-narodowa
Należał do grona duchownych mocno zaangażowanych w polską działalności narodową. 22 października 1848 założył w Lisewie Ligę Polską Narodową, był jej dyrektorem. Mowa ks. Machorskiego (Mowa na zebraniu Ligi Lisewskiej) została opublikowana przez "Szkółkę Narodową" w Chełmnie. Był jednym ze współtwórców i czołowych propagatorów akcji stypendialnej Towarzystwa Przyjaciół Nauk w Chełmnie, przez ponad pół wieku wchodził w skład zarządu Towarzystwa (jego działalność uczczono na 50-lecie specjalną uroczystością jubileuszową). 
Był przeciwnikiem germanizacji w życiu publicznym i kościelnym, wspierał liczne polskie towarzystwa kulturalne. W okresie powstania styczniowego władze pruskie podejrzewały go o sprzyjanie pomorsko-chełmińskiej organizacji powstańczej, co ściągnęło na niego szykany (m.in. liczne rewizje).
W 1870 założył w Lisewie Kółko Rolnicze, w ramach którego propagował nowoczesne metody gospodarowania, a także język i kulturę polską. Wspierał prześladowanych polskich księży w okresie kulturkampfu. W 1892 w ramach akcji podjętej we wszystkich zaborach zorganizował wiec w Lisewie, na którym domagał się stosowania języka polskiego w szkołach. Utrzymywał kontakty z Galicją, zgromadził bogaty księgozbiór, był dobrze zorientowany w dziejach Polonii amerykańskiej.
W latach 1897–1899 należał do Towarzystwa Naukowego w Toruniu.

## Ostatnie lata życia
W 1907 obchodził 100. rocznicę urodzin, w uroczystościach wziął udział – w ramach wizytacji parafii w Lisewie – ówczesny biskup chełmiński Augustyn Rosentreter. Zmarł w Lisewie w wieku 102 lat, został pochowany na przykościelnym cmentarzu.